# 石井忠重
石井 忠重（いしい ただしげ、1920年〈大正9年〉5月25日 - 2007年〈平成19年〉8月10日）は、昭和時代の政治家。神奈川県厚木市長。厚木市名誉市民。

## 経歴
神奈川県出身。1941年（昭和16年）東京高等工業学校機械科を卒業し、逓信省航空試験所に入り、1942年（昭和17年）現役入隊。1945年（昭和20年）復員。1951年（昭和26年）南毛利農協専務理事、1954年（昭和29年）南毛利地区農業委員長を経て、1955年（昭和30年）厚木市議会議員に当選。1959年（昭和34年）2月、38歳の若さで厚木市長に就任した。高度経済成長期の波に乗り約20年の間市政を牽引し、田園都市から県央の中核都市へと発展させた。業績は多岐の分野に渡るが、内陸工業団地や尼寺工業団地、厚木流通団地の造成、公共下水道や道路、鳶尾や尼寺原の住宅団地の開発、1970年（昭和45年）には市福祉会館、1971年（昭和46年）には市立図書館、1972年（昭和47年）には消防庁舎を完成させた。また、生活や文化、福祉の向上のため、1974年（昭和49年）の「親孝行都市宣言」、1975年（昭和50年）の「老人のための明るいまち推進都市」の指定、1977年（昭和52年）高齢者事業団の発足、1978年（昭和53年）には老人福祉センター、厚木保育所、文化会館を次々と建設した。市の花としてサツキ、市の木としてもみじを指定し、厚木市民憲章の制定や本厚木駅構内に厚木市役所連絡所を開設した。1985年（昭和60年）5月25日、厚木市名誉市民に選出された。
2007年（平成19年）8月10日死去、87歳。死没日をもって従四位に叙される。

## 栄典
勲章等
- 1979年（昭和54年） - 藍綬褒章[4]
- 1991年（平成3年） - 勲三等瑞宝章[4]
- 2007年（平成19年） - 従四位